# 1-Dotriacontanol
1-Dotriacontanol ist eine chemische Verbindung aus der Gruppe der Wachsalkohole.

## Vorkommen
1-Dotriacontanol kommt natürlich in den Blättern des Westlichen Erdbeerbaums und im Carnaubawachs vor. Er kommt auch in anderen Wachsen und Früchten vor.

## Eigenschaften
1-Dotriacontanol ist ein farbloser wachsartiger Feststoff, der aus Lösungsmitteln in Form von perlfarbigen Nadeln auskristallisiert.